# Ecnomus aequatorialis
Ecnomus aequatorialis är en nattsländeart som beskrevs av G. Marlier 1943. Ecnomus aequatorialis ingår i släktet Ecnomus och familjen trattnattsländor. Inga underarter finns listade i Catalogue of Life.